# Amanda Agestav
Ester Amanda Elisabeth Grönlund, under en period Agestav, född Grönlund 26 januari 1974 i Skerike församling i Västerås, är en svensk politiker (kristdemokrat).
Hon var ordförande i Kristdemokratiska Ungdomsförbundet 1996–1997 och invaldes i riksdagen 1998 som den då yngsta ledamoten. Hon var suppleant i försvarsutskottet 1998–2002. I valet 2002 hamnade hon utanför riksdagen.
Hon har arbetat i finansbranschen i drygt tio år först som HR-ansvarig och därefter ekonomisk rådgivare. Sedan valet 2014 är hon kommunalråd i Västerås och fram till valet 2018 var hon kommunstyrelsens förste vice ordförande.